# Eddy Rodríguez (baseball, 1981)
Pour le receveur, voir Eddy Rodríguez (baseball, 1985).
Eddy Rodríguez (né le 8 août 1981 à San Pedro de Macorís, République dominicaine) est un lanceur droitier de baseball ayant joué dans les Ligues majeures en 2004 et 2006 avec les Orioles de Baltimore.

## Carrière
Eddy Rodríguez signe son premier contrat professionnel avec les Orioles de Baltimore de la MLB en 1999. Il débute dans le baseball majeur avec cette équipe le 31 mai 2004. Il apparaît comme lanceur de relève dans 29 parties des Orioles cette année-là, gagnant sa seule décision et présentant une moyenne de points mérités de 4,78 en 43 manches et un tiers lancées. Il joue 9 autres parties deux ans plus tard, en 2006, toujours avec Baltimore.
Rodríguez a disputé 38 parties au total dans les majeures. Sa fiche est de deux victoires, une défaite, avec une moyenne de points mérités de 5,40 et 48 retraits sur des prises en 58 manches et un tiers lancées.